# دباء أحمر
دباء أحمر (الاسم العلمي:Lagenaria rufa) هو نوع من النباتات يتبع جنس الدباء من الفصيلة القرعية.